# Sikko Berent Drijber
Sikko Berent Drijber (Grijpskerk, 1 maart 1849 - Hardegarijp, 9 januari 1936) was een Nederlandse burgemeester.

## Familie
Drijber werd geboren in het Groningse Grijpskerk als zoon van predikant Berent Drijber en Catharina Sipka Willemina Oltkamp. Hij werd vernoemd naar zijn grootvader Sikke Berends Drijber, onderdirecteur van de Maatschappij van Weldadigheid. Hij was een volle neef van burgemeester Koos Drijber en luitenant-generaal Sipko Drijber. 

## Loopbaan
Drijber was van 1873 tot 1876 stadssecretaris van Workum en werd vervolgens burgemeester van Ezinge. Na een jaar verruilde hij Ezinge voor Oostdongeradeel. In 1880 werd hij benoemd tot burgemeester van Tietjerksteradeel. Hij woonde in Tietjerksteradeel aan de Rijksstraatweg in Hardegarijp. Naast burgemeester was Drijber onder meer lid van de Provinciale Staten van Friesland en secretaris-ontvanger van het waterschap Het Suawoudsterveld. Hij werd benoemd tot Officier in de Orde van Oranje-Nassau (1935).